# Consulat général d'Espagne à Lyon
Le consulat général d'Espagne à Lyon est une représentation consulaire du Royaume d'Espagne en France. Il est situé rue Louis Guérin, à Villeurbanne, en Auvergne-Rhône-Alpes.